# Nieokiełznani
Nieokiełznani (ang. The Lusty Men) – amerykański western z 1952 roku, w reżyserii Nicholasa Raya i Roberta Parrisha.

## Opis fabuły
Tytułowi „Nieokiełznani”, to jeźdźcy rodeo. Była gwiazda ujeżdżania dzikich koni, Jeff McCloud (Robert Mitchum), zrezygnował z profesji z powodu serii wypadków. Powrócił do rodzinnego miasta Oklahoma, w nadziei na zarobienie pieniędzy. Początkujący ujeżdżacz Wes Merritt (Arthur Kennedy) wynajmuje McClouda, by go wyszkolił na zawody, obiecując, że wygranymi będą się dzielić. Wkrótce Jeff zakochuje się w Louise, żonie Wesa. Pani Merritt z przybyszem się nie rozstaje, a McCloud kontynuuje trening Wesa. Po kłótni, Jeff rezygnuje z pracy i sam wsiada na konia, by odebrać nagrodę aroganckiemu Merrittowi. Udowadnia, że nadal jest w formie, ale robi to kosztem swojego życia.

## Obsada
- Susan Hayward – Louise Merritt
- Robert Mitchum – Jeff McCloud
- Arthur Kennedy – Wes Merritt
- Arthur Hunnicutt – Booker Davis
- Frank Faylen – Al Dawson
- Walter Coy – Buster Burgess
- Carol Nugent – Rusty Davis
- Maria Hart – Rosemary Maddox
- Lorna Thayer – Grace Burgess
- Burt Mustin – Jeremiah
- Karen King – Ginny Logan
- Jimmy Dodd – Red Logan
- Eleanor Todd – Babs